# 古良卡 (克拉斯尼奧克尼區)
47°23′56″N 29°23′30″E / 47.39889°N 29.39167°E
胡良卡（烏克蘭語：Гулянка）是位於烏克蘭西南部的村莊，由敖德萨州波季利斯克区的奧克尼市鎮負責管轄。該村始建於1939年，面積1.83平方公里，海拔高度75米，2001年人口733，人口密度每平方公里400.55人。